# Шилкин, Константин Михайлович
Константин Михайлович Шилкин (1901—1976) — советский металлург. Лауреат Сталинской премии третьей степени (1952).

## Биография
Шилкин Константин Михайлович родился 4 (17) апреля 1901 год в Троицке (ныне Челябинская область).
В 1934 году окончил Ленинградский индустриальный  институт, в 1939 году — Башкирский институт повышения квалификации ИТР и хозяйственников в Уфе.
Место работы: в 1916—1956 годах с перерывом работал на БМК, зав. отделом, в 1938 году — нач. лаборатории, с 1954 года — нач. цеха, в 1956 зам. директора по труду. В 1924—1927 годах работал на Трубопрокатном заводе в Выксе.

## Награды и звания
- Сталинская премия третьей степени (1952) — за разработку и внедрение нового способа производства оцинкованной проволоки
- орден «Знак Почёта» (1945)
- медали